# Star Wars: Commander
Star Wars: Commander était un jeu de stratégie en temps réel solo et multijoueur développé par Disney Interactive, filiale de Disney qui édite le jeu en 2014.

## Trame

### Univers
Dans une galaxie contrôlée par un Empire, une insurrection rebelle dirigée par la Princesse Leia Organa combat sans cesse pour libérer les peuples. Dans le même temps, le jeune fermier Luke Skywalker est initiée à la maîtrise de la Force, une capacité physiologique qui procure des pouvoirs surnaturels, par Obi-Wan Kenobi, un Maître Jedi. Aidé par deux contrebandiers, Han Solo et Chewbacca, Luke et Obi-Wan parte à la rescousse de la Princesse retenue captive par le Seigneur Noir des Sith du nom de Dark Vador sur l'Étoile de la mort, une base sidérale. Tandis qu'Obi-Wan affronte Dark Vador et meurt, Luke, Han et Chewbacca sauvent la Princesse. Une fois la mission achevée, les quatre personnages et l'Alliance rebelle établissent un plan pour détruire l'Étoile de la mort. La mission s'achève avec succès et Luke, Han et Chewbacca sont récompensés pour avoir apporté leur aide à l'Alliance rebelle.
L'Étoile de la mort n'étant pas la seule arme de l'Empire, ce dernier continue donc à pourchasser les rebelles à travers la galaxie grâce à ses destroyers. Une fois la nouvelle base de l'Alliance trouvée, les forces armées de l'Empire dirigées par Dark Vador lancent un assaut pour éliminer ses ennemis. Après avoir mené à bien la défense de la base, Luke Skywalker s'en va retrouver le Maître Jedi Yoda sur la planète Dagobah afin de poursuivre sa propre formation de Jedi. En même temps, Dark Vador tend un piège à Luke pour l'attirer vers lui et le convertir au côté obscur de la Force en ayant capturé ses amis. Une fois les deux individus confrontés, Dark Vador révèle à Luke que ce dernier est son fils. Au cours d'un duel, Luke se retrouve gravement blessé mais parvient à s'enfuir.
Han Solo est dorénavant détenu par Jabba the Hutt, un gangster. Leia se déguise en chasseur de primes (dont le prisonnier est Chewbacca) pour le sauver mais est découverte et capturée à son tour. C'est alors que Luke Skywalker, Chevalier Jedi part à leur secours. Cependant, lui aussi est capturé. Luke, Han et Chewbacca sont conduits dans une immense plante carnivore pour être éliminés mais ils parviennent à s'échapper grâce à une embuscade tendus par un vieil ami de Han, Lando Calrissian. Une fois hors de danger, l'Alliance rebelle les informe qu'elle connait une faille dans la nouvelle construction de l'Empire, une seconde Étoile de la mort. Un plan est établi pour la détruire mais il s'agit en réalité d'un piège fomenté par l'Empereur pour faire venir la flotte de l'Alliance et l'anéantir. Luke est une nouvelle fois confronté à son père, sous les yeux de l'Empereur mais il refuse de se soumettre, ce qui conduit l'Empereur à le torturer. Dark Vador empêche l'Emprereur de faire du mal à son fils et le tue.

### Personnages
Le joueur peut décider de contrôler l'Alliance rebelle, une organisation fondée durant la Guerre des clones pour contrer les agissements de l'Empire et ramener la démocratie dans la galaxie. Parmi les personnages jouables alliés de l'Alliance rebelle, il y a la Princesse Leia Organa, sénatrice impériale et l'une des dirigeantes de l'Alliance rebelle, c'est aussi la fille de Dark Vador. Il y a aussi Han Solo et Chewbacca, deux contrebandiers travaillant ensemble, et le jeune Jedi Luke Skywalker, fils de Dark Vador et frère de Leia. Le joueur peut également décider de contrôler l'Empire galactique, une organisation qui règne en maître dans la galaxie. En choisissant ce côté, le joueur peut par exemple contrôler Dark Vador, un Seigneur Noir des Sith et ancien Jedi qui sert l'Empereur.

### Histoire
Situé entre Star Wars : Un nouvel espoir et Star Wars : Le Retour du Jedi, le jeu plonge le joueur dans des champs de bataille où s'affrontent l'Empire galactique et l'Alliance rebelle.

## Système de jeu
Star Wars: Commander est un jeu de stratégie en temps réel jouable en multijoueur et en solo. Le but du jeu est de construire et de développer une base, former des troupes, attaquer les bases d'autres joueurs tout en défendant la sienne. Le système de jeu est très proche du célèbre jeu clash of clans.
Le jeu possède une campagne solo accompagné d'un scénario permettant au novice de prendre le jeu en main tout en donnant une dimension narrative au jeu.

## Développement
Fin mai 2017, Disney annonce le retrait du jeu sur les plates-formes Windows, PC et mobile. Le jeu est retiré le 31 mai des magasins en ligne et n'est plus jouable pour la totalité des joueurs sur Windows et Windows Phone un mois plus tard, le 30 juin 2017.
Le 21 août 2018, Zynga signe un contrat avec Disney pour un nouveau jeu vidéo sur mobile Star Wars ainsi que la gestion de Star Wars: Commander.
Le 13 mars 2020, Zynga annonce l'arrêt du jeu le 12 juin 2020 à 11 h GMT. 